# Notoxus bonadonai
Notoxus bonadonai là một loài bọ cánh cứng trong họ Anthicidae. Loài này được Uhmann miêu tả khoa học năm 1980.